# Карева, Дорис
Дорис Карева (эст. Doris Kareva; 28 ноября 1958, Таллин) — эстонская поэтесса и журналистка.

## Биография
Дорис Карева родилась в семье эстонского композитора Хиллара Карева (1931—1992). С 1966 по 1977 год ходила в 7-ю Таллинскую школу. Учась в школе сыграла роль в фильме «Лесная легенда» (1968).
С 1977 по 1983 год изучала лингвистику и литературоведение романских и германских языков в Тартуском университете.
В 1978—1993 годах работала корректором в эстонском культурном еженедельнике «irp ja Vasar», а в 1997—2002 годах была литературным редактором. С 1992 по 2008 год была Генеральным секретарём Эстонской национальной комиссии ЮНЕСКО.
Свои первые поэтические произведения стала писать ещё в 1960-х. В 1982 году стала членом Союза писателей.
Перевела на эстонский язык произведения Уильяма Шекспира, Анны Ахматовой, Эмили Дикинсон, Иосифа Бродского, Джебрана Халиля Джебрана, Кабира, Уистена Хью Одена и Сэмюэла Беккета. Её книги были переведены более чем на 20 языков. В частности, на русском языке вышел сборник стихов «Откровение» Марины Тервонен (Таллин, 1989) а также сборник «Камертон» (Таллин, 1997),, в котором поэтессы выступили переводчиками произведений друг друга. Дорис Карева сотрудничала со многими европейскими музыкантами, композиторами, театральными режиссёрами и хореографами, ряд её стихов был положен на музыку.
Её поэзия проникнута женственностью и чувственностью. Стихи очень музыкальны, для них характерны недосказанность и элегия. Она строго соблюдает форму стиха. В своих произведениях поэтесса часто использует мотивы тишины, чистоты и света, что перекликается с творчеством Юхана Вийдинга. Магистральные темы — отношения человека с другим человеком и отношения человека с вещным миром.
В 1991 и 1993 годах она получала поэтическую премию литературного журнала «Looming», в 1991 году поэтическую премию Юхана Лийва, в 2003 году премию Эдуарда Вильде, в 2007 — творческую стипендию фонда «Eesti Kultuurkapital» «Ela ja sära» («Живи и сияй»). В 2001 году стала кавалером Ордена Белой звезды IV класса.
Лауреат Национальных премий Эстонии в области культуры (1993, 2006, 2025).

## Сочинения
- «Päevapildid» (1978)
- «Ööpildid» (1980)
- «Puudutus» (1981)
- «Salateadvus» (1983)
- «Vari ja viiv» (1986)
- «Armuaeg» (valikkogu, 1991)
- «Kuuhobune» (1992)
- «Maailma asemel» (1992)
- «Hingring» (1997)
- «Mandragora» (2002)
- «Aja kuju» (2005)
- «Tähendused» (2007)
- «Lõige» (2007)
- «Deka» (2008)
- «Sa pole üksi» (2011)
- «Perekonnaalbum» (2015)